# Seri (taal)
Seri (Seri: cmiique iitom) is een taal, die wordt gesproken door het gelijknamige volk. Er zijn nog ongeveer tussen de 716 en 900 mensen die de taal spreken. De taal wordt met name gesproken langs de kust van de Mexicaanse staat Sonora.
De taal is bezig aan een heropleving op schrift. Veel literatuur wordt in het Seri vertaald.

## Classificatie
Seti is een isolaat. Het is de enige nog gesproken taal uit de Serian-taalfamilie. De overige talen uit deze familie zijn de afgelopen eeuwen uitgestorven. Er zijn pogingen gedaan aansluitingen te vinden tussen het Seri en de Yuma-Cochimítalen of de Salinantalen. Er is echter nog maar zeer weinig bewijs gevonden dat erop duidt dat het Seri ontstaan is uit een andere bekende Indiaanse taal.
De naam Seri is een exoniem.

## Fonologie

### Klinkers
|          | Voor      | Achter    |
| -------- | --------- | --------- |
| Gesloten | [i], [iː] | [o], [oː] |
| Open     | [ɛ], [ɛː] | [ɑ], [ɑː] |

De ongeronde klinkers /i ɛ ɑ/ kunnen tellen als diftongen [iu̯ ɛo̯ ɑo̯] indien ze worden gevolgd door een van de geronde medeklinkers /kʷ xʷ χʷ/.

### Medeklinkers
|             | Labiaal | Dentaal | Alveolaar | Alveolaar | Alveo-palataal | Palataal | Velaar | Velaar  | Uvulaar | Uvulaar | Glottaal |
| Centraal    | Labiaal | Dentaal | Lateraal  | Normaal   | Alveo-palataal | Palataal | Gerond | Normaal | Gerond  |         | Glottaal |
| ----------- | ------- | ------- | --------- | --------- | -------------- | -------- | ------ | ------- | ------- | ------- | -------- |
| Plosief     | [p]     | [t]     |           |           |                |          | [k]    | [kʷ]    |         |         | [ʔ]      |
| Nasaal      | [m]     | [n]     |           |           |                |          |        |         |         |         |          |
| Fricatief   | [ɸ]     |         | [s]       | [ɬ]       | [ʃ]            |          | [x]    | [xʷ]    | [χ]     | [χʷ]    |          |
| Flap        |         |         | [(ɾ)]     |           |                |          |        |         |         |         |          |
| Approximant |         |         |           | [(l)]     |                | [j]      |        |         |         |         |          |

De /ɾ/ komt alleen voor in leenwoorden. /l/ komt voor in leenwoorden en een paar originele woorden.
In het seri kunnen tot drie medeklinkers per lettergreep voorkomen. In zeldzame gevallen kunnen zich ook combinaties van vier medeklinkers voordoen, zoals /kʷsχt/ in cösxtamt, ..., "er waren veel, ..."; /mxkχ/ in ipoomjc x, ... "als hij/zij het brengt, ...".

### Klemtoon
De klemtoon valt in het Seri vaak op de eerste lettergreep van een Radix, maar er zijn genoeg uitzonderingen op deze regel.

## Schrift
Het Seri is als volgt te vergelijken met het Latijns alfabet.
| A a | C c | Cö cö | E e   | F f | H h | I i | J j | Jö jö | L l | M m |
| --- | --- | ----- | ----- | --- | --- | --- | --- | ----- | --- | --- |
| /ɑ/ | /k/ | /kʷ/  | /ɛ/   | /ɸ/ | /ʔ/ | /i/ | /x/ | /xʷ/  | /ɬ/ | /m/ |
| N n | O o | P p   | Qu qu | R r | S s | T t | X x | Xö xö | Y y | Z z |
| /n/ | /o/ | /p/   | /k/   | /ɾ/ | /s/ | /t/ | /χ/ | /χʷ/  | /j/ | /ʃ/ |

De letters B, D, G, Gü, en V komen incidenteel ook voor in leenwoorden.
Het Seri-alfabet werd in de jaren 50 van de 20e eeuw ontwikkeld door Edward W. en Mary B. Moser, en later doorontwikkeld door een comité van Seri-mannen en –vrouwen, onder leiding van Stephen Marlett.